# Idunella
Idunella là một chi động vật giáp xác thuộc họ Liljeborgiidae. Chi này có các loài sau:
- Idunella aequicornis (Sars, 1876)
- Idunella excavata (Schecke, 1973)
- Idunella longirostris (Chevreux, 1920)
- Idunella nana (Schecke, 1973)
- Idunella pirata Krapp-Schickel, 1975
- Idunella sketi Karaman, 1980